# Ottmar Hitzfeld
Ottmar Hitzfeld (ur. 12 stycznia 1949 w Lörrach) – niemiecki trener piłkarski i piłkarz, znany z długoletniego prowadzenia Bayernu Monachium i reprezentacji Szwajcarii. Podczas swoich dwóch kadencji w niemieckim klubie, trwających (pierwsza) 6 lat i (druga) 1 rok zdobył 5 tytułów mistrza Niemiec, 3 razy Puchar Niemiec, 4 razy Puchar Ligi, 1 tytuł klubowego mistrza świata oraz raz wygrał Ligę Mistrzów i raz przegrał w jej finale. Prowadząc przez 6 lat Szwajcarów udało mu się doprowadzić zespół do udziału w dwóch edycjach Mistrzostw Świata w 2010 r. i 2014 r. W pierwszym Helweci nie wyszli z grupy, natomiast w drugim drużyna odpadła w 1/8 finału. Po porażce reprezentacji Szwajcarii z Argentyną ogłosił zakończenie kariery trenerskiej i rozpoczęcie współpracy ze stacją telewizyjną Sky jako ekspert.

## Kariera piłkarska
Hitzfeld rozpoczynał swoją piłkarską karierę w latach 60. w amatorskich klubach niemieckich, skąd trafił w 1971 do pierwszoligowego klubu szwajcarskiego FC Basel. Z tym zespołem wywalczył w 1972 i 1973 mistrzostwo kraju, zaś w 1975 krajowy puchar. W 1973 był królem strzelców szwajcarskiej Super Ligi. W 1972 Hitzfeld, jako piłkarz amatorski, wystąpił z reprezentacją RFN na olimpiadzie w Monachium, na których jego drużyna odpadła w drugiej fazie grupowej po porażce z NRD 2:3. W tym meczu Hitzfeld zdobył jedną z bramek. W 1975 roku skorzystał z oferty VfB Stuttgart, wówczas klubu 2. Bundesligi. W trakcie dwóch sezonów zdobył 33 gole w 55 meczach ligowych i w 1977 wywalczył z klubem awans do 1. Bundesligi, w której VfB zajęło w 1978 4. miejsce. Hitzfeld zagrał w tym sezonie 22 razy i zdobył 5 bramek. W tym samym roku powrócił jednak do Szwajcarii, gdzie zakończył karierę w klubach z Lugano i Lucerny.

## Kariera trenerska
Pracę trenerską Hitzfeld rozpoczynał w Szwajcarii. Jego pierwszym trofeum był wywalczony w 1988 krajowy puchar z FC Aarau. Sukces ten spowodował zatrudnienie Hitzfelda przez lepszy klub, Grasshoppers Zurych, z którym w 1989 powtórzył osiągnięcie sprzed roku, zaś w 1990 wywalczył dublet – puchar i mistrzostwo Szwajcarii. W 1991 w dobrym stylu obronił mistrzowski tytuł i został doceniony przez kluby Bundesligi. Szybko został szkoleniowcem Borussii Dortmund, gdzie długo pracował bez większych sukcesów, jednak po zdobyciu w 1995 mistrzostwa Niemiec Borussia znalazła się na fali wznoszącej. W 1996 ponownie wywalczył mistrzostwo, zaś w 1997 pokonał w finale Ligi Mistrzów w Monachium Juventus F.C. 3:1, dzięki czemu Borussia Dortmund stała się trzecim niemieckim zdobywcą Pucharu Europy. W 1997 Hitzfeld został wybrany przez FIFA trenerem roku na świecie i opuścił klub z Dortmundu. Od 1998 pełnił funkcję szkoleniowca Bayernu Monachium, z którym również osiągnął pasmo sukcesów. Czterokrotnie (1999, 2000, 2001, 2003) był mistrzem Niemiec, trzykrotnie (2000, 2003, 2008) wywalczył Puchar Niemiec, Puchar Ligi niemieckiej 2007 jednak najbardziej spektakularny sukcesy odnosił w Lidze Mistrzów. W 1999 dotarł do finału, w którym Bayern Monachium przegrał w dramatycznych okolicznościach z Manchesterem United. W 2001 zaś wywalczył drugi raz w karierze trenerskiej Puchar Europy po pokonaniu w serii rzutów karnych Valencii. W 2001 został ponownie wybrany trenerem roku na świecie. Hitzfeld jest obecnie jednym z sześciu trenerów, którym udało się wygrać Puchar Europy z dwoma różnymi klubami (obok Ernsta Happela, José Mourinho, Juppa Heynckesa, Carlo Ancelottiego oraz Pepa Guardioli). Może się także pochwalić największą liczbą trofeów wśród wszystkich niemieckich szkoleniowców – wywalczył ich aż 18. W 2004 opuścił Bayern Monachium i został zastąpiony przez Felixa Magatha. Po 3 latach powrócił do klubu z Bawarii, gdzie na trenerskim stanowisku zmienił swojego dawnego następcę Magatha. 19 lutego 2008 Szwajcarski Związek Piłki Nożnej poinformował, że w lipcu 2008 – po zakończeniu Euro 2008 – Hitzfeld objął obowiązki selekcjonera reprezentacji Szwajcarii. Na Mundialu w RPA prowadzona przez niego Szwajcaria zajęła trzecie miejsce w grupie H wygrywając mecz z Hiszpanią 1:0, remis z Hondurasem 0:0, i przegrana z Chile 0:1. Na następnym turnieju – Euro 2012 Szwajcarzy nie brali udziału, lecz udało im się awansować do Mistrzostw Świata 2014. Tam mimo nieznacznie rozczarowującej gry wyszli z grupy po dwóch zwycięstwach (2:1 z Ekwadorem i 3:0 z Hondurasem) oraz dosyć bolesnej porażce w drugim meczu 2:5 z Francją. W 1/8 finału mimo dobrej postawy nie sprostali faworyzowanej Argentynie i przegrali 1:0 po dogrywce. Szwajcaria odpadła z turnieju, a Ottmar dotrzymał przed mundialowej obietnicy i zgodnie z zapowiedzią zrezygnował z funkcji trenera kadry tym samym przechodząc na trenerską emeryturę i kończąc swój związek ze sportem. Wyraził nadzieję w dobrą przyszłość Szwajcarskiego zespołu, który prowadził przez długi okres. Widzi ogromny potencjał w młodych zawodnikach, stanowiących dużą część kadry i liczy, że jego następca będzie wiedział jak go wykorzystać.